# جهاد الحسين
جهاد الحسين لاعب كرة قدم سوري سابق، لعب لعدة أندية عربية، ومنها نادي الكرامة ونادي القادسية الكويتي ونادي التعاون السعودي، وآخر نادي لعب له نادي الرائد والان هو مدرب نادي التعاون السعودي للناشئين 18 عام وحقق اللقب في اول موسم له ك مدرب
في 24 أكتوبر 2020، أعلن جهاد الحسين عن اعتزاله كرة القدم بشكل نهائي في مُنتصف موسم 2020–21، وتم إبعاده من قائمة الفريق وانضم إلى الطاقم التدريبي لنادي الرائد كمساعد للمُدرب حتى نهاية العقد.

## مسيرته
ولد في مدينة حمص السورية، حيث بدأ حياته الكروية من ناديه الأم نادي الكرامة، وتدرج في مختلف فرق المراحل السنية إلى أن وصل إلى الفريق الأول، إلى عام 2006حين أعير إلى الكويت ثم عاد إلى الكرامة في نفس العام وبقي في النادي إلى عام 2008. في موسم 2008/2009 انتقل رسمياً إلى الكويت ولموسم واحد فقط، ليعلن بعدها انتقاله إلى نادي القادسية الكويتي. في أغسطس 2011 أعلن نادي نجران السعودي عن الاتفاق بشكل رسمي مع جهاد الحسين للانتقال إلى صفوفه. وفي موسم عام 2013 انتقل إلى نادي دبي في الإمارات العربية المتحدة حتى عام 2014 ،حين انتقل عائداً إلى نادي التعاون السعودي وفي مطلع موسم 2019 أعلن نادي التعاون عن فسخ عقد اللاعب بعد أن لعب لمده خمس مواسم . في عام 2019 وقع اللاعب عقداً احترافيا مع نادي الرائد السعودي لينضم إلى كتيبة لاعبي الرائد. يعتبر جهاد الحسين أفضل صانع ألعاب في دوري المحترفين السعودي. أعلن جهاد الحسين اعتزاله لعب كرة القدم نهائيا موسم 2020/2021 

## مسيرته التدريب
في عام 2024 تم تعيين جهاد الحسين مدرباً لفئة تحت 19 سنة لناديه السابق نادي التعاون.

## إنجازته
- وصيف دوري أبطال آسيا مع نادي الكرامة (2006)
- الدوري السوري مع نادي الكرامة (2006)(2007)(2008)
- كأس الجمهورية (سوريا) مع

مع نادي الكرامة (2007) (2008)
- كأس أمير الكويت مع نادي الكويت (2010)
- كأس الاتحاد الكويتي مع نادي القادسية (2011)
- الدوري الكويتي مع نادي القادسية موسمي (2010) و (2011)
- كأس الملك مع التعاون السعودي

موسم (2018) (2019)

## إنجازات فردية
- ( سوريا) مع نادي الكرامة

أفضل لاعب سوري 3 مواسم متتالية (2006) (2007) (2008)
- (السعودية) مع نادي التعاون

أفضل صانع ألعاب في الدوري السعودي موسم (2015) (2016)

## روابط خارجية
- جهاد الحسين على موقع الاتحاد الدولي (مؤرشف)  (الإنجليزية)
- جهاد الحسين على موقع قاعدة بيانات كرة القدم.إي يو (الإنجليزية)
- جهاد الحسين على موقع ناشيونال فوتبول تيمز (الإنجليزية)
- جهاد الحسين على موقع Soccerway.com (الإنجليزية)
- جهاد الحسين على موقع عالم كرة القدم.نت (الإنجليزية)
- جهاد الحسين على موقع كووورة
- جهاد الحسين-كووورة
- جهادالحسين-سوكرواي